# Devesset
Devesset település Franciaországban, Ardèche megyében. Lakosainak száma 306 fő (2022. január 1.). Devesset Rochepaule, Saint-Agrève, Saint-André-en-Vivarais, Saint-Jeure-d’Andaure, Le Chambon-sur-Lignon, Le Mas-de-Tence és Tence községekkel határos.

## Népesség
A település népességének változása:
| Lakosok száma | 462  | 270  | 267  | 291  | 287  | 290  | 295  | 297  | 298  | 306  |
|               | 1968 | 1982 | 1990 | 2006 | 2013 | 2015 | 2017 | 2019 | 2020 | 2022 |